# Титов, Василий Фёдорович
Васи́лий Фёдорович Тито́в  (23 марта 1911 года — 10 ноября 2000 года) — помощник командира взвода 120-го стрелкового полка (69-я стрелковая дивизия, 65-я армия, Центральный фронт), старший сержант, Герой Советского Союза.

## Биография
Василий Титов родился 23 марта 1911 года в деревне Покровка в семье крестьянина.
Русский. Окончил 4 класса школы. Работал электромонтёром на городской электростанции в городе Коканд Ферганской области Узбекской ССР.
В Красной Армии с 1941 года. В действующей армии с апреля 1942 года.
Помощник командира взвода 120-го стрелкового полка (69-я стрелковая дивизия, 65-я армия, Центральный фронт) старший сержант Титов В. Ф. отличился 15 октября 1943 года в боях при переправе через реку Днепр в районе села Радуль (Репкинский район Черниговской области).
После войны демобилизован. Работал в энергоуправлении сельского хозяйства, заведующим отделом социального обеспечения горисполкома города Черновцы (Украина).
Скончался 10 ноября 2000 года. Похоронен на почётной аллее Черновицкого городского кладбища.

## Подвиг
«Помощник командира взвода 120-го стрелкового полка (69-я стрелковая дивизия, 65-я армия, Центральный фронт) старший сержант Титов в составе десантной группы 15 октября 1943 г. преодолел Днепр в районе Радуль (Репкинский р-н Черниговской области), ворвался в траншею противника и в рукопашном бою уничтожил несколько гитлеровцев.
Заменил выбывшего из строя командира роты, отразил несколько контратак противника, чем способствовал переправе других подразделений полка».
Звание Героя Советского Союза присвоено 30 октября 1943 года.

## Награды
- Медаль «Золотая Звезда» Героя Советского Союза (30.10.1943)[2];
- орден Ленина (30.10.1943);
- орден Отечественной войны 1-й степени (11.03.1985)[3];
- орден Красной Звезды (07.10.1943)[4];
- медали.